# Оструда
Остру́да (пол. Ostróda, нім. Osterode) — місто в північній Польщі, над Дрвенцьким озером.
Адміністративний центр Острудзького повіту Вармінсько-Мазурського воєводства.

## Демографія
Демографічна структура станом на 31 березня 2011 року:
|          | Загалом | Допрацездатний вік | Працездатний вік | Постпрацездатний вік |
| -------- | ------- | ------------------ | ---------------- | -------------------- |
| Чоловіки | 16187   | 3058               | 11468            | 1661                 |
| Жінки    | 17873   | 3078               | 10789            | 4006                 |
| Разом    | 34060   | 6136               | 22257            | 5667                 |

## Українська громада Оструди

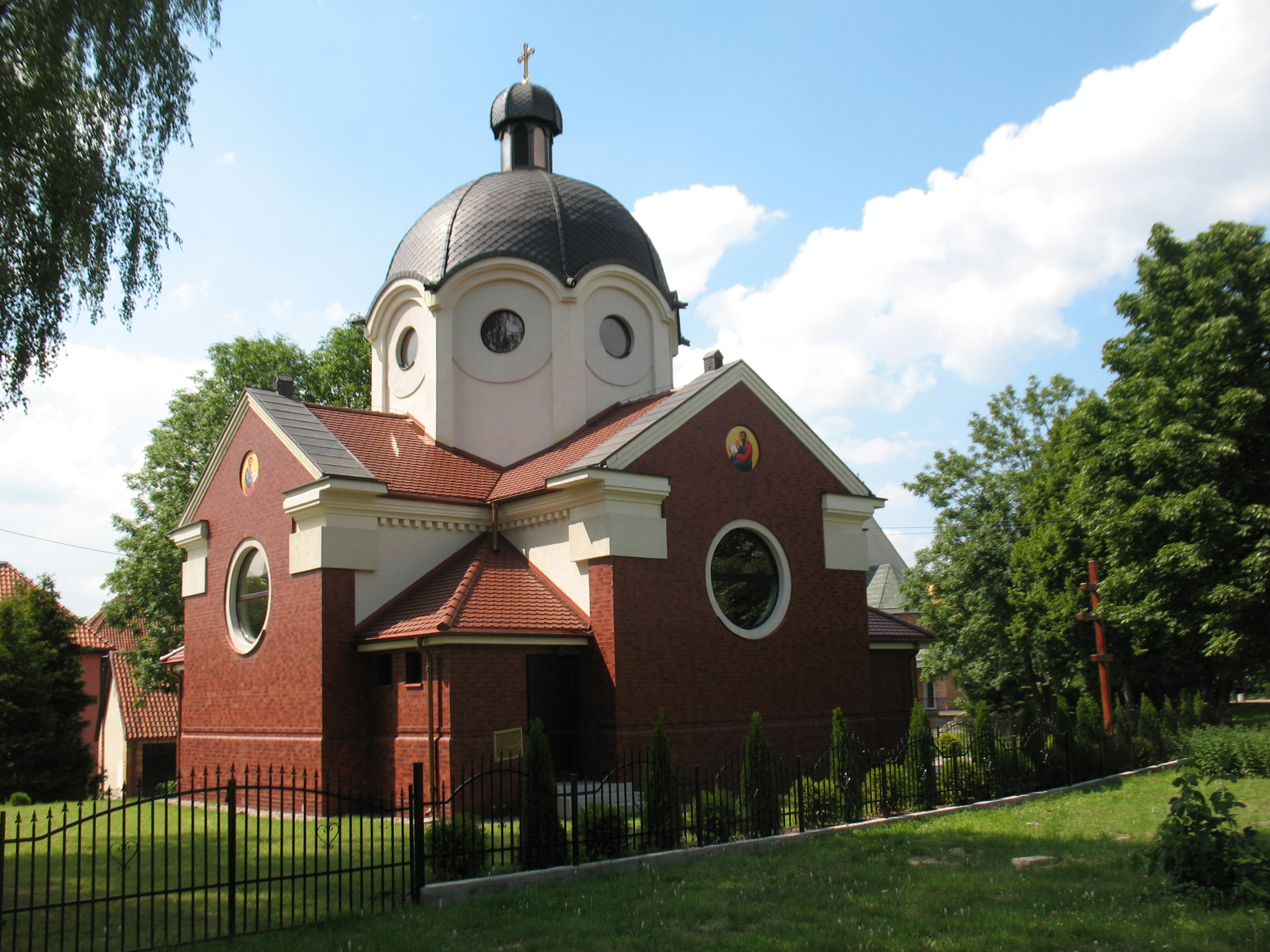
Греко-католицька церква Введення в храм Пресвятої Богородиці в Оструді. Фото 2014 р.

Оструда має порівняно молоду греко-католицьку громаду Введення в храм Пресвятої Богородиці. Храм знаходиться по вул. Дрвенцька (Drwęcka). Деканом є о. маг. протоірей Ярослав Петро Госьцинський. Сквер поблизу церкви названо на честь бл. Омеляна Ковча.
Відомо, що до Оструди було вивезено в рамках акції «Вісла» з Підляшшя 281 православного українця. Втім, православної церкви в містечку немає.

## Почесні громадяни міста
- Христина Хойновська-Ліскевич — капітан яхти, перша жінка, яка одна здійснила навколосвітню подорож на яхті «Мазурчик» (Mazurek) у 1976—1978 роках, почесна громадянка міста Оструди.